# Worlds Collide (альбом Dead by April)
Worlds Collide (укр. Стикання світів) — четвертий студійний альбом шведського металкор-гурту Dead by April, який вийшов 7 квітня 2017 року на лейблах Universal Music Group та Spinefarm. Для виконання вокальної частини у пісні «For Every Step» був запрошений шведський співак Томмі Кьорберг, який також знявся у ліричному відео гурту. Це перший альбом, на якому гітарист та автор пісень Понтус Г'єльм також бере участь і у вокалі, та останній альбом для екстрім-вокаліста гурту Крістофера Андерсона, який покинув команду незабаром після виходу альбому.

## Про альбом
У травні 2015 року в мережі, на сайті студії звукозапису PH Sweden, з'явилася інформація, що команда працює над новим альбомом, та що уже написано близко 8-9 пісень.
12 серпня 2016 року на офіційному сайті команди, був опублікований запис у блозі, у якому повідомлялося, що гурт закінчив запис альбому.
21 вересня Dead by April повідомили, що у жовтні/листопаді вийде новий сингл. Пісня під назвою «Breaking Point» разом з ліричним відео вийшла 2 грудня 2016 року.
25 січня 2017 року стало відомо, що гурт випустить альбом 7 квітня того ж року.
27 січня вийшов другий сингл під назвою «My Heart Is Crushable» разом із ще одним ліричним відео. Через деякий час після цього, у одному з інтерв'ю, учасники розповіли, як їм прийшла на думку ідея запросити Томмі Кьорберга виконати вокальну у пісні «For Every Step». За їх словами, ідею подав Крістофер Андерсон, який уявив голос цього виконавця, коли виконував демо-запис цієї пісні. Команда зв'язалася зі співаком і той дав свою згоду, а на сам запис вокалу витратили лише одну годину. Понтус Г'єльм так розповідав про це:
«Це було приголомшливо! Томмі Кьорберг, якому майже 70 років, заходить у студію і навіть не намагається розігріти голосові зв'язки. Він знімає свою шкіряну куртку, заходить у кімнату для запису і просто робить це.»

3 березня гурт представив третій сингл з альбому, під назвою «Warrior», а музичне відео на цю композицію вони представили 14 березня.
24 квітня на офіційному сайті команди з'явилася новина про те, що Крістофер Андерсон вирішив покинути гурт, і те, що група розглядає можливість повернути Джиммі Стрімелла.
1 вересня команда випустила мініальбом під назвою Worlds Collide (Jimmie Strimell Sessions), що містить чотири треки з альбому Worlds Collide з екстрім-вокалом Джиммі Стрімелла.
20 жовтня вийшов інший мініальбом під назвою Worlds Collide (Acoustic Sessions), що містить акустичні версії 4 пісень з альбому у виконанні Понтуса Г'єльма.

## Комерційний успіх
Альбом досяг восьмої позиції у шведському чарті альбомів.

## Список композицій
| #                         | Назва                                        | Тривалість |
| ------------------------- | -------------------------------------------- | ---------- |
| 1.                        | «Crying Over You»                            | 4:25       |
| 2.                        | «I Can't Breathe»                            | 4:01       |
| 3.                        | «Playing with Fire»                          | 3:55       |
| 4.                        | «Warrior»                                    | 3:01       |
| 5.                        | «Breaking Point»                             | 3:48       |
| 6.                        | «My Heart is Crushable»                      | 3:14       |
| 7.                        | «Can You See the Red»                        | 3:41       |
| 8.                        | «Our Worlds Collide»                         | 3:55       |
| 9.                        | «This is My Life»                            | 4:09       |
| 10.                       | «Perfect the Way You Are»                    | 3:44       |
| 11.                       | «For Every Step» (за участю Томмі Кьорберга) | 3:52       |
| Загальна тривалість 41:45 |                                              |            |

| Worlds Collide (Jimmie Strimell Sessions) | Worlds Collide (Jimmie Strimell Sessions)        | Worlds Collide (Jimmie Strimell Sessions) |
| #                                         | Назва                                            | Тривалість                                |
| ----------------------------------------- | ------------------------------------------------ | ----------------------------------------- |
| 1.                                        | «Crying Over You» (за участю Джиммі Стрімелла)   | 4:25                                      |
| 2.                                        | «Warrior» (за участю Джиммі Стрімелла)           | 3:02                                      |
| 3.                                        | «This is My Life» (за участю Джиммі Стрімелла)   | 4:09                                      |
| 4.                                        | «Playing with Fire» (за участю Джиммі Стрімелла) | 3:56                                      |
| Загальна тривалість 15:32                 |                                                  |                                           |

| Worlds Collide (Acoustic Sessions) | Worlds Collide (Acoustic Sessions)           | Worlds Collide (Acoustic Sessions) |
| #                                  | Назва                                        | Тривалість                         |
| ---------------------------------- | -------------------------------------------- | ---------------------------------- |
| 1.                                 | «Breaking Point» (акустична версія)          | 3:41                               |
| 2.                                 | «For Every Step» (акустична версія)          | 3:30                               |
| 3.                                 | «Perfect the Way You Are» (акустична версія) | 3:37                               |
| 4.                                 | «Our Worlds Collide» (акустична версія)      | 3:15                               |
| Загальна тривалість 14:03          |                                              |                                    |

## Музичні відео
На одну композицію з альбому було відзнято відеокліп:
- «Warrior [Архівовано 17 липня 2021 у Wayback Machine.]»

Також на інші 10 композицій було створені ліричні відео:
- «Breaking Point [Архівовано 9 липня 2021 у Wayback Machine.]»
- «Crying Over You [Архівовано 9 липня 2021 у Wayback Machine.]»
- «This Is My Life [Архівовано 9 липня 2021 у Wayback Machine.]»
- «Can You See the Red [Архівовано 9 липня 2021 у Wayback Machine.]»
- «I Can't Breathe [Архівовано 9 липня 2021 у Wayback Machine.]»
- «Our Worlds Collide [Архівовано 9 липня 2021 у Wayback Machine.]»
- «Perfect the Way You Are [Архівовано 9 липня 2021 у Wayback Machine.]»
- «Playing with Fire [Архівовано 9 липня 2021 у Wayback Machine.]»
- «For Every Step [Архівовано 8 листопада 2020 у Wayback Machine.]»
- «My Heart is Crushable [Архівовано 9 липня 2021 у Wayback Machine.]»

## Учасники запису
- Понтус Г'єльм — гітара, вокал (окрім 9 та 11 треків), клавіші, електроніка
- Маркус Розелл — барабани
- Крістофер Андерсон — екстрім-вокал (окрім треків 10, 11 та міні-альбомів «Worlds Collide (Jimmie Strimell Sessions)» та «Worlds Collide (Acoustic Sessions)»)
- Маркус Весслен — бас-гітара

### Запрошені музиканти
- Джиммі Стрімелл — екстрім-вокал (тільки «Worlds Collide (Jimmie Strimell Sessions)»)
- Томмі Кьорберг — вокал (тільки 11 трек)